# Cawder House

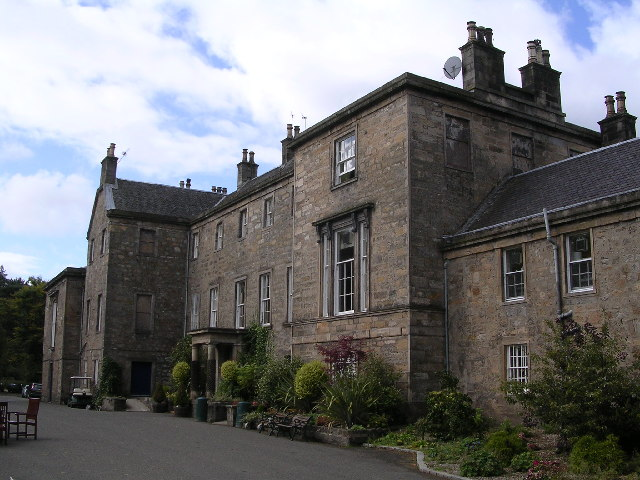
Cawder House

Cawder House, auch Calder House oder Cadder House, ist ein ehemaliges Herrenhaus nördlich der schottischen Stadt Bishopbriggs in East Dunbartonshire. Heute ist es das Clubheim eines Golfvereins. 1971 wurde Cawder House in die schottischen Denkmallisten in der höchsten Kategorie A aufgenommen. Zusammen mit weiteren Außengebäuden bildet es außerdem ein Denkmalensemble der Kategorie A.

## Geschichte
Die Ländereien von Cawder House waren spätestens seit dem 13. Jahrhundert im Besitz des Clans Stirling und waren Standort des Stammsitzes der Stirlings of Keir and Cawder. Gebäude aus dieser Zeit sind jedoch nicht mehr erhalten und deren genaue Lage unbekannt. Einzig wird vermutet, dass sich zwei Türme gegenüber der Vorderseite des heutigen Cawder House sowie südöstlich von diesem befunden haben könnten. An zweiterem Ort befindet sich eine als Hügelgrab bezeichnete Erhebung, in welcher umfangreiches Scherbenmaterial gefunden wurde, die jedoch im Zuge von Bauarbeiten als Sandquelle genutzt und zerstört wurde. Das älteste bekannte Bauwerk auf den Ländereien ist jedoch der Antoninuswall, der rund 300 m südlich des Gebäudes verläuft, jedoch an dieser Stelle nur verhältnismäßig schlecht erhalten ist. Ein dort gefundener Stein trägt die Inschrift LEC/II/AUG/FEC (Erbaut von Augustus’ zweiter Legion) und wird heute im Cawder House aufbewahrt.
Cawder House nimmt seinen Ursprung im Jahre 1624 als Sitz eines Lairds aus dem Clan Stirling uns wurde über Jahrhunderte innerhalb der Familie vererbt. Eine Modernisierung wurde zwischen 1813 und 1815 vorgenommen. Als Architekt wurde hierzu David Hamilton beauftragt. Im Zuge dieser Arbeiten, die sich auch auf den Innenraum erstreckten, wurden wahrscheinlich die beiden Türme aus früheren Jahrhunderten abgerissen. Bei der Ebnung des Grundes wurde eine Kiste mit über 350 Goldmünzen entdeckt. Sie zeigen das Konterfei der schottischen Könige Jakob II. und Jakob III. Somit wurde der Schatz nach 1438 dort deponiert. Heute beherbergt Cawder House den Sitz eines Golfclubs.